# Dumpiagung
Dumpiagung is een bestuurslaag in het regentschap Lamongan van de provincie Oost-Java, Indonesië. Dumpiagung telt 2658 inwoners (volkstelling 2010).